# بيروت التاريخية
يعود تاريخ بيروت لأكثر من 5000 عام. حيث تدل أعمال الحفريات الأثرية في وسط بيروت على طبقات من ألأتأر الفينيقية والهيلينية والرومانية والعربية والعثمانية.
وأول إشارة لمدينة بيروت تعود للقرن الخامس عشر ما قبل الميلاد حيث ذكرت في رسائل تل العمارنة المسمارية التي ذكرت عن «عمونيرا» ملك «بيريت». الذي أرسل ثلاث رسائل إلي الفرعون المصري. كما ذكرت «بيريت» في رسائل «رب حدا» ملك بيبلوس (جبيل الحالية). وأنشأت أول مستوطناتها على جزيرة وسط نهرها التي طُمرت عبر الأزمان.

## 140
في عام 140م احتلها ودمرها تريفون الملك الهليني خلال صراعه مع أنتيوخس السابع للسيطرة على الحكم السلوقي. ومن ثم أعيد بناءها على الطراز الهليني وسميت لاوديسيا الفينيقية وفي بعض الأحيان لاوديسيا الكنعانية. وأحدث الحفريات في عام 1994م تشير إلى أن شارع سوق الطويلة الحديث هو تطور لشارع هيليني أو روماني قديم وجد عام 140م.

## الفترة الرومانية
قام أغريبا في عام 64 ق.م. باحتلال بيروت وسماها «مستوطنة جوليا أغسطس بيريتوس السعيدة» تيمنًا بجوليا بنت الأمبراطور أغسطس. ولأهميتها/ تمركز فيها الفيلقين الرومانيين المقدوني الخامس والغالي الثالث مما حولها إلى جزء من الأمبراطورية الرومانية وبالتالي عمروها على أسلوبهم؛ فبنوا الأبنية والمعالم التذكارية الرومانية. ودعمت بعهد هيرودوس فأصبحت مدينة رومانية كاملة الحقوق في العام 14 ق.م. اشتهرت بيروت تحت الحكم الروماني بمدرسة القانون والتي استمرت لأكثر من 300 عام. من أشهر مدرسيها هما الحقوقيين الفينيقيين بابينيانوس وأولبيانوس الذي اشتهرا خلال حكم الأباطرة السيفريين والذي كان عملهما أساس قانون جستنيان الأول المعروف بالبندكتس. وقد دُمرت نتيجةً لموجة الزلازل التي ضربتها في العام 551 للميلاد، فنقل طلابها إلى مدينة صيدون.

## الحكم العثماني

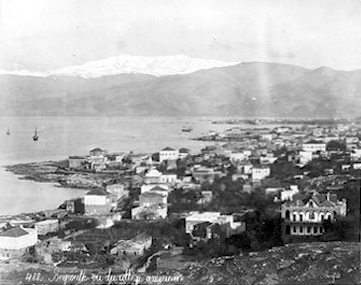
منظر بيروت وجبل صنين مكلل بالثلج في الخلفية – القرن 19.

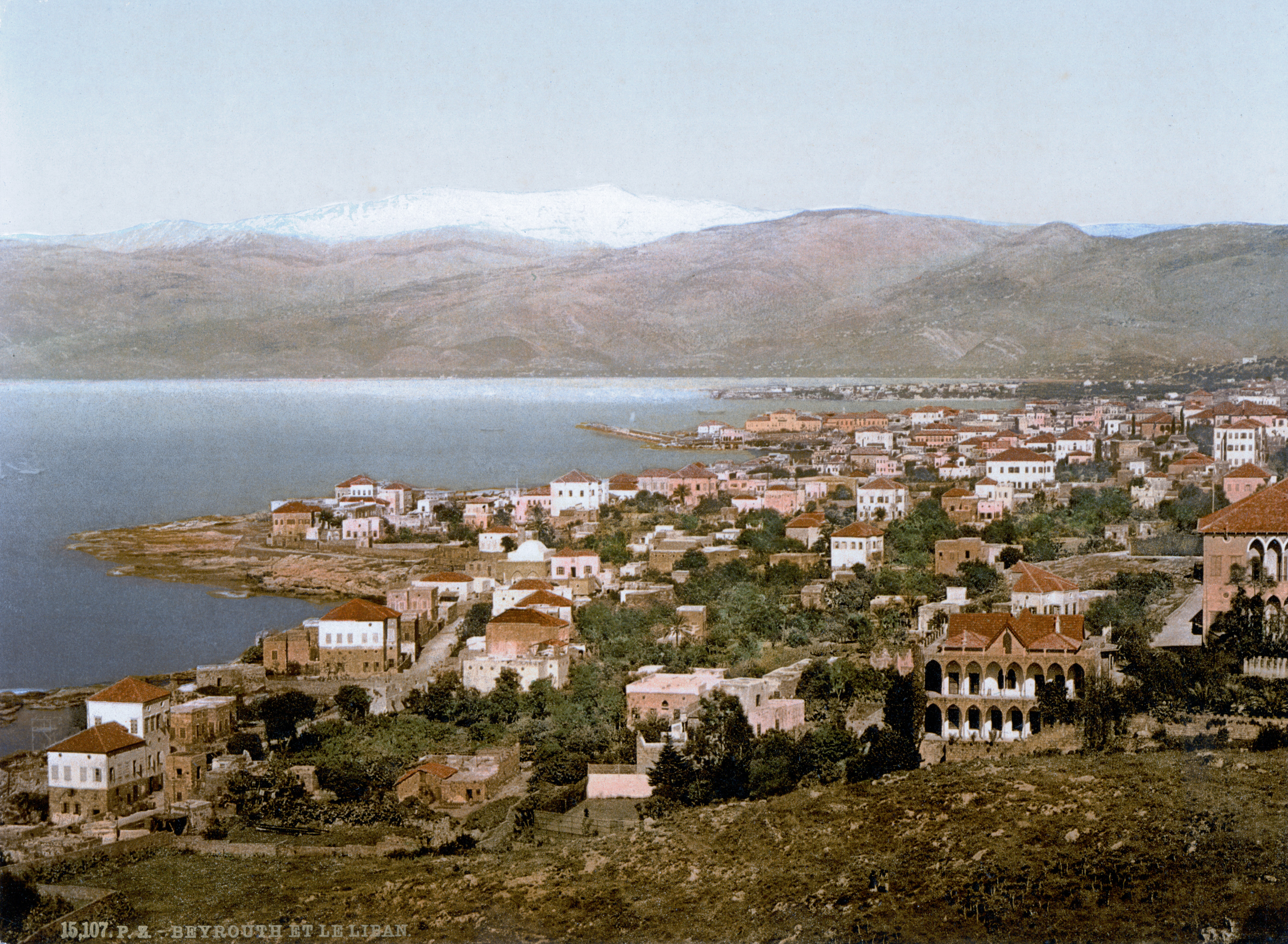
بيروت في عام 1900م

بعد العام 1516 أصبحت المنطقة تحت الحكم العثماني، فحكم المدينة الأمراء الدروز وقد حصنها الأمير فخر الدين المعني الثاني في القرن السابع عشر مما أعاد لها بعض الدور في التاريخ. وفي عام 1763م استولى عليها العثمانيون مما أعاد إليها أهميتها البحرية من جديد. الا أن الجزار والي عكا أخفت أهميتها خلال حملاته على العثمانيين وسجل انخفاض عدد سكانها إلى 10,000 نسمة في تلك الفترة. وفي عام 1832، احتل إبراهيم باشا عكا مما أرجع لبيروت دورها المهم مرة أخرى. وفي العام 1888م أصبحت بيروت مركز ولاية عثمانية في سورية والتي شملت سنجق اللاذقية وطرابلس وعكا والبقاع.
ثم بدأت المدينة تتطور مع ازدياد النشاط التجاري، وفي منتصف القرن التاسع عشر ازداد سكان بيروت وتوسعت المدينة لتتخطى اسوارها. وفي خضم هذا التوسع قامت الإرساليات الغربية ومفكرو العالم العربي بتكوين المدينة. وأصبحت مركز الثقافة والفكر العربي ومركز تنوع عالمي بوجود الأوروبيين والأميركيين. فشركة المياه كانت بريطانية وشركة امداد العاز كانت فرنسية فيما أنشاء الأميركيون المدارس والجامعات ومن أشهرها الجامعة الأميركية في بيروت. واشتهرت فيها صناعات وتجارة الحرير. كما انشأ الفرنسيون مرفاءً بحريًا عصريًا في عام 1894، ومدوا سكك الحديد بين بيروت ودمشق وحلب في عام 1907. وكانت السفن الفرنسية تنقل البضائع بين بيروت ومارسيليا وسرعان ما أصبح للفرنسيين تأثير أكبر من أي دولة غربية أخرى.
ونشرت دائرة المعارف البريطانية أن توزيع سكان بيروت في الغام 1911 كان كالتالي:
- مسلمون: 36,000 نسمة
- مسيحيون: 77,000 نسمة
- يهود: 2,500 نسمة
- دروز: 400 نسمة
- أجانب: 4,100 نسمة

## العصر الحديث
في 8 أكتوبر 1918 سقطت المدينة من العثمانيين ووقعت بأيدي قوات الحلفاء بقيادة الجنرال اللنبي في الحرب العالمية الأولى. وأعلنت عصبة الأمم بيروت خاضعة للانتداب الفرنسي مع بقية مناطق جبل لبنان، البقاع وسوريا الكبرى. ثم أعلنها الفرنسيون في 1920 عاصمة لدولة لبنان الكبير، والتي أصبحت الجمهورية اللبنانية في العام 1926 ولكن لم تنل إستقلالها إلا في العام 1943. وازدهرت بيروت خلال فترة الاستقلال واصبحت نقطة استقطاب ثقافي واقتصادي لكل محيطها. وبخاصة، أصبحت البلد الثاني الصيفي للعديد من مواطني العالم العربي. وشهدت اضطرابات لفترة بسيطة عام 1958م زمن الرئيس كميل شمعون بسبب الصراع حول حلف بغداد. وبعد هرب 1967 مع إسرائيل، أصبحت بيروت مركز أساسي للفدائيين الفلسطينيين الذين حاربوا إسرائيل.
وفي العام 1975، اندلعت الحرب الأهلية اللبنانية وقسمت المدينة إلى شطرين: شرقي وغربي، وعم المدينة الخراب والفوضى. وقام الجيش الإسرائيلي في عام 1978 باجتياح لبنان واحتلال أراضيه من الجنوب حتى نهر الليطاني في عملية أعطاها الجيش الإسرائيلي اسم هذا النهر ثم توسع الاحتلال في لبنان بعد العدوان الإسرائيلي الثاني في العام 1982 ليصل مشارف العاصمة ويحاصرها. وفي العام 1990 إستقر الوضع في لبنان وتوحدت بيروت وعادت اليها حركة العمران بسرعة لتعود مركزا تجارياً وثقافياً مهماً للمنطقة العربية من جديد بجهود جبارة من رئيس الوزراء اللبناني الأسبق رفيق الحريري.

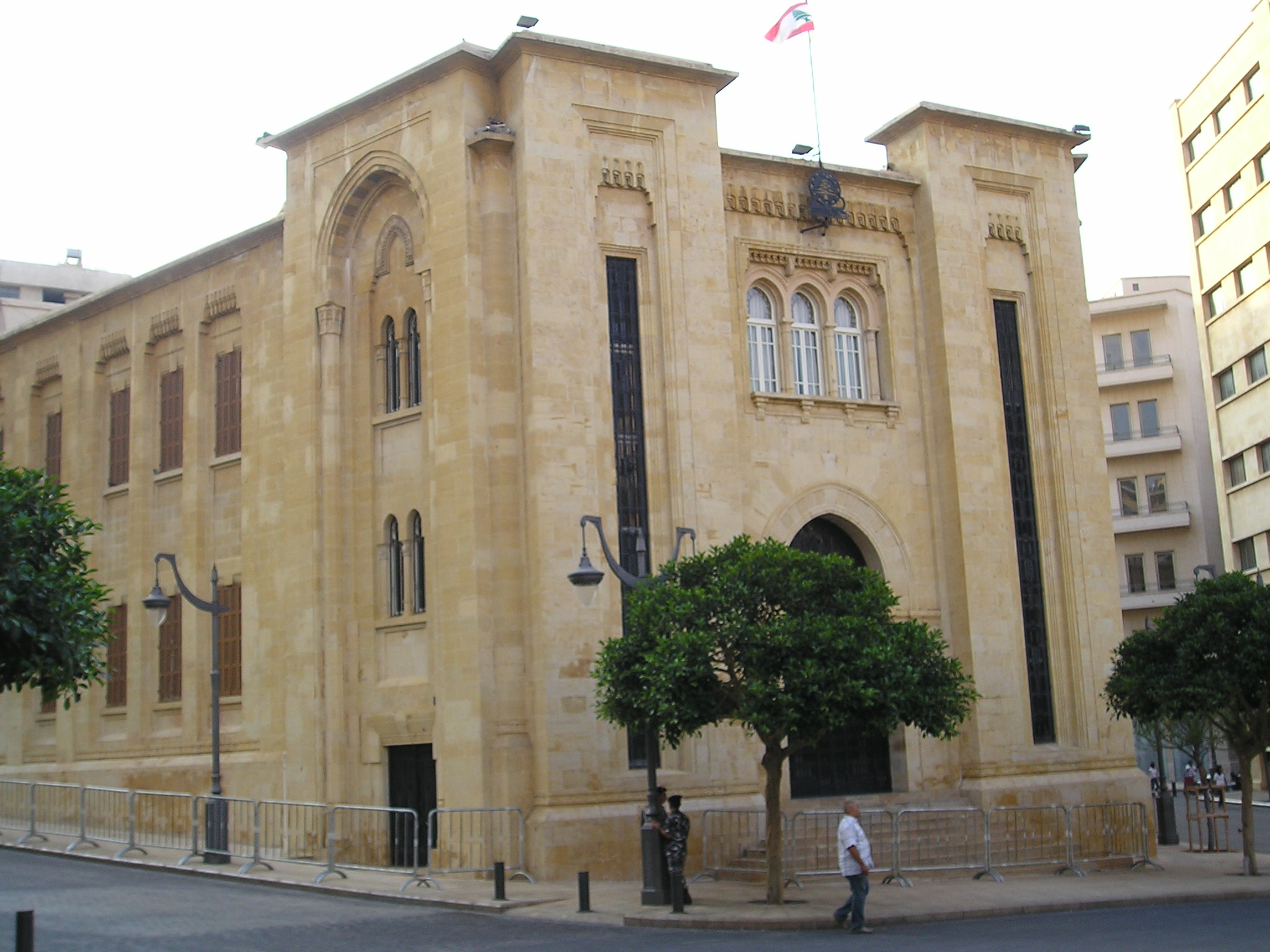
البرلمان اللبناني في وسط بيروت

بعد إتفاق الطائف وانتهاء الحرب اللبنانية ومع تولي الرئيس رفيق الحريري الحكومة بدأ إعمار بيروت وإعادتها مجدداً على الساحة الدولية، فبدأ بإعمار وسط بيروت التي قامت شركة سوليدير ببناءه، وغدت بيروت مجدداً باريس الشرق حتى عام 2005.
ومع اغتيال رفيق الحريري في شباط 2005 انسحب الجيش السوري من لبنان بتاريخ 26 أبريل تحت ضغط مظاهرات الشعب اللبناني ومقرارات الأمم المتحدة. ثم عادت بيروت ساحة للخراب بسبب المشاكل السياسية المتلاحقة بين السلطة والمعارضة. وتخلل ذلك عدوان إسرائيلي في يوليو 2006 دمرت خلاله البنية التحتية اللبنانية.
وفي 7 أيار 2008، قام مسلحي المعارضة في لبنان بالسيطرة على بيروت كرد فعل على اتخاذ الحكومة قرارا بتفكيك شبكة الاتصالات الخاصة بالمقاومة وبعزل مدير مطار بيروت الدولي. وتلى هذه العملية اتفاق في مدينة الدوحة الذي أخلى وسط بيروت من مظاهر الاضراب وأعاد الثقة بالسياحة اللبنانية.